# We Belong to the Sea
We Belong to the Sea è un singolo del gruppo musicale danese Aqua, pubblicato il 13 novembre 2000 dalla Universal Music come quarto e ultimo estratto dall'album Aquarius.
La canzone, stata scritta e prodotta da Søren Rasted e Claus Norreen, non ha incontrato il successo sperato, portando il gruppo ad abbandonare la promozione del disco a causa anche dei deludenti risultati dei precedenti singoli Bumble Bees e Around the World e dell'album stesso.
È stato l'ultimo singolo del gruppo prima di un lungo periodo di pausa, a causa dello scioglimento del complesso avvenuto nel 2001. Il singolo successivo, Back to the 80's, è stato pubblicato ben nove anni dopo We Belong to the Sea, nel 2009, in seguito a una riunione del gruppo.

## Tracce
CD-Maxi (Universal 158 296-2 (UMG)
1. We Belong to the Sea (Radio Edit) – 4:16
2. We Belong to the Sea (Love to Infinity's Master Mix) – 6:57
3. We Belong to the Sea (Mint Man 2step Mix) – 5:30
4. We Belong to the Sea (Hammerhead Mix) – 6:59